# 125 (число)
125 (сто два́дцять п'ять) — натуральне число між 124 і 126.

## У науці
- атомний номер унбіпентію.

### Астрономія
- 125 Лібератрикс — астероїд головного поясу
- IC 125 — галактика типу S у сузір'ї Кит
- NGC 125 — галактика типу S0-a у сузір'ї Риби
- Сарос 125
- Місячний сарос 125

## У інших областях
- 125 рік, 125 до н. е.
- ASCII — код символу «}».